# 神戸ファッション専門学校
神戸ファッション専門学校（こうべファッションせんもんがっこう）は、学校法人福冨学園が運営する服飾専門学校である。

## 概要
神戸ファッション専門学校は、1937年にファッションデザイナー福冨芳美が設立した神戸ドレスメーカー女学院を源流としている。戦後は欧米の最新ファッションの研究と導入をはかりつつ、日本のファッション産業の発展に貢献する人材を送り出している。

## 沿革
- 1937年 - 福冨芳美が神戸市葺合区布引町に神戸ドレスメーカー女学院を創立。本科1年、速成科4ヶ月、研究科8ヶ月[3]。
- 1939年 - 夜間部を設置[3]。
- 1941年 - 生田区中山手に移転[3]。
- 1945年 - 神戸被服補導所と改称。神戸大空襲で校舎焼失[3]。
- 1946年 - 垂水区西垂水町に移転し、神戸ドレスメーカー女学院の旧名に戻す[3]。
- 1948年 - 高等科を新設。大丸神戸店で初の展示会、関西劇場で初のファッションショーを開催[3]。
- 1950年 - 生田区加納町に神戸校舎を新築。私立学校法による準学校法人「神戸ドレスメーカー女学院」設立認可[4]。
- 1953年 - 高等科と研究科を廃止し、本科2年とする[4]。
- 1957年 - 法人名を準学校法人福冨芳美学園と改称[5]。
- 1958年 - 第1回兵庫県高等学校家庭科教員洋裁講習会を開催[5]。
- 1964年 - 専攻科を新設[6]。
- 1966年 - 第二部（夜間部）に本科、デザイナー科、フランス式立体裁断科、デザイン画科を新設[7]。
- 1967年 - 法人名を学校法人福冨学園と改称。明石女子短期大学開学[7]。
- 1970年 - 本科に普通コースと職業コースを設置。第1回ヨーロッパ研修旅行[8]。
- 1975年 - 神戸ドレスメーカー女学院を神戸ドレスメーカー学院と改称[9]。
- 1979年 - 大丸神戸店で明石短期大学との第1回合同ファッションショーを開催[10]。
- 1986年 - 福冨学園創立50周年記念式典を挙行[11]。
- 1988年 - 中央区国香通に新校舎を建設。神戸ドレスメーカー学院を廃止し、神戸ファッション専門学校を設置[12]。
- 1998年 - サンディカ・パリクチュール校（フランス語版、英語版）と提携[2]。
- 2016年 - 全学科が文部科学大臣から「職業実践専門課程」として認定される[2]。

## 設置学科
- ファッションクリエーター学科（3年制）
  - アパレルデザインコース
  - アパレルテクニカルコース
  - オートクチュールコース
- ファッションクリエーター学科（2年制）
  - ファッションデザインコース
  - ファッション雑貨コース
- ファッションビジネス学科（2年制）
  - ファッションビジネスコース
  - スタイリスト&コーディネーターコース
  - ブライダルコース

## 所在地
- 〒651-0066 兵庫県神戸市中央区国香通6丁目7

## 校歌
- 神戸ドレスメーカー女学院校歌[13]

竹中郁 作詞、川澄健一 作曲
- 神戸ファッション専門学校校歌[14]

福冨震一 作詞、坂由理 作曲

## 出身者
- 岡田嘉夫 - 画家、グラフィックデザイナー

## 社会との関わり
- 神戸ファッション専門学校のイベントとして、ファッションショーやファッションデザインコンテスト、作品展などを開催している[15]。
- 全国の高校生を対象とするコンテストとして、高校生ファッションデザインコンテスト、全国高校生デザイン画コンクール、全国高校生ウェディングデザイン画コンクールを開催している[16]。